# Kolumbia na Letnich Igrzyskach Olimpijskich 2024
Kolumbię na Letnich Igrzyskach Olimpijskich 2024 reprezentowało 87 zawodników : 37 mężczyzn i 50 kobiet. Był to 21. start reprezentacji na letnich igrzyskach olimpijskich.

## Zdobyte medale
| Medal  | Zawodnik         | Dyscyplina           | Konkurencja             | Rezultat | Data        |
| ------ | ---------------- | -------------------- | ----------------------- | -------- | ----------- |
| Srebro | Ángel Barajas    | Gimnastyka           | ćwiczenia na drążku (m) | 14,533   | 5 sierpnia  |
| Srebro | Yeison López     | Podnoszenie ciężarów | do 89 kg (m)            | 390 kg   | 9 sierpnia  |
| Srebro | Mari Sánchez     | Podnoszenie ciężarów | do 71 kg (k)            | 257 kg   | 9 sierpnia  |
| Brąz   | Tatiana Rentería | Zapasy               | do 76 kg (k)            | 3.       | 11 sierpnia |

## Skład reprezentacji

### Boks
| Zawodnik         | Konkurencja  | 1/32                         | 1/16                 | Ćwierćfinał             | Półfinał         | Finał            | Miejsce | Źródło |
| Zawodnik         | Konkurencja  | Przeciwnik Wynik             | Przeciwnik Wynik     | Przeciwnik Wynik        | Przeciwnik Wynik | Przeciwnik Wynik | Miejsce | Źródło |
| ---------------- | ------------ | ---------------------------- | -------------------- | ----------------------- | ---------------- | ---------------- | ------- | ------ |
| Yilmar González  | do 57 kg (m) | BYE                          | Shudai Harada P 0–5  | NQ                      | NQ               | NQ               | =9.     | [ 2 ]  |
| Ingrit Valencia  | do 50 kg (k) | Oyuntsetsegiin Yesügen W 5–0 | Monique Suraci W 5–0 | Nazym Kyzaibay P 1–5    | NQ               | NQ               | =5.     | [ 3 ]  |
| Yeni Arias       | do 54 kg (k) | BYE                          | Preeti Pawar W 3-2   | Im Ae-ji P 2-3          | NQ               | NQ               | =5.     | [ 4 ]  |
| Valeria Arboleda | do 57 kg (k) | BYE                          | Xu Zichun P 2-3      | NQ                      | NQ               | NQ               | =9.     | [ 5 ]  |
| Angie Valdés     | do 60 kg (k) | BYE                          | Donjeta Sadiku W 3-2 | Kellie Harrington P 0-5 | NQ               | NQ               | =5.     | [ 6 ]  |

### Gimnastyka

#### sportowa
| Zawodnik      | Konkurencja                | Kwalifikacje | Kwalifikacje | Kwalifikacje | Kwalifikacje | Kwalifikacje | Finał    | Finał     | Finał | Finał  | Finał   | Źródło      |
| Zawodnik      | Konkurencja                | Trudność     | Wykonanie    | Kary         | Punkty       | Pozycja      | Trudność | Wykonanie | Kary  | Punkty | Pozycja | Źródło      |
| ------------- | -------------------------- | ------------ | ------------ | ------------ | ------------ | ------------ | -------- | --------- | ----- | ------ | ------- | ----------- |
| Ángel Barajas | ćwiczenia na poręczach (m) | 6,700        | 8,000        |              | 14,700       | 14.          | NQ       | NQ        | NQ    | NQ     | NQ      | [ 7 ]       |
| Ángel Barajas | ćwiczenia na drążku (m)    | 6,700        | 8,000        |              | 14,466       | 6.Q          | 6,600    | 7,933     |       | 14,533 | srebro  | [ 8 ] [ 9 ] |

| Zawodnik     | Konkurencja            | Eliminacje | Eliminacje | Eliminacje | Eliminacje | Eliminacje | Eliminacje | Finał    | Finał    | Finał    | Finał    | Finał  | Finał   | Źródło        |
| Zawodnik     | Konkurencja            | Przyrząd   | Przyrząd   | Przyrząd   | Przyrząd   | Razem      | Pozycja    | Przyrząd | Przyrząd | Przyrząd | Przyrząd | Razem  | Pozycja | Źródło        |
| Zawodnik     | Konkurencja            | V          | UB         | BB         | F          | Razem      | Pozycja    | V        | UB       | BB       | F        | Razem  | Pozycja | Źródło        |
| ------------ | ---------------------- | ---------- | ---------- | ---------- | ---------- | ---------- | ---------- | -------- | -------- | -------- | -------- | ------ | ------- | ------------- |
| Luisa Blanco | wielobój drużynowy (k) | 13,466     | 12,833     | 12,766     | 12,633     | 51,698     | 30.Q       | 13,500   | 11,133   | 12,866   | 12,700   | 50,199 | 23.     | [ 10 ] [ 11 ] |

#### skoki na trampolinie
| Zawodnik        | Konkurencja              | Eliminacje        | Eliminacje    | Eliminacje | Eliminacje | Finał    | Finał     | Finał     | Finał        | Finał | Finał   | Finał   | Źródło        |
| Zawodnik        | Konkurencja              | Układ obowiązkowy | Układ dowolny | Wynik      | Pozycja    | Trudność | Wykonanie | Czas lotu | Przesunięcie | Kara  | Łącznie | Pozycja | Źródło        |
| --------------- | ------------------------ | ----------------- | ------------- | ---------- | ---------- | -------- | --------- | --------- | ------------ | ----- | ------- | ------- | ------------- |
| Ángel Hernández | skoki na trampolinie (m) | 57,900            | 58,640        | 58,640     | 8.         | 16,000   | 13,700    | 15,250    | 8,200        |       | 53,150  | 7.      | [ 12 ] [ 13 ] |

### Golf
| Zawodnik        | Konkurencja | Runda 1 | Runda 2 | Runda 3 | Runda 4 | Łącznie | Łącznie | Łącznie | Źródło |
| Zawodnik        | Konkurencja | Wynik   | Wynik   | Wynik   | Wynik   | Wynik   | Par     | Pozycja | Źródło |
| --------------- | ----------- | ------- | ------- | ------- | ------- | ------- | ------- | ------- | ------ |
| Nico Echavarría | mężczyźni   | 74      | 60      | 71      | 68      | 282     | -2      | T 35    | [ 14 ] |
| Camilo Villegas | mężczyźni   | 76      | 74      | 72      | 71      | 293     | +9      | 57      | [ 14 ] |
| Mariajo Uribe   | kobiety     | 70      | 70      | 71      | 73      | 284     | -4      | T 10    | [ 15 ] |

### Jeździectwo
Skoki przez przeszkody
| Zawodnik   | Konkurencja   | Koń                    | Kwalifikacje | Kwalifikacje | Finał | Finał | Finał | Źródło |
| Zawodnik   | Konkurencja   | Koń                    | Kary         | Poz.         | Kary  | Czas  | Poz.  | Źródło |
| ---------- | ------------- | ---------------------- | ------------ | ------------ | ----- | ----- | ----- | ------ |
| René Lopez | indywidualnie | Kheros Van't Hoogeinde | 16           | 66.          | NQ    | NQ    | NQ    | [ 16 ] |

### Judo
| Zawodnik    | Konkurencja  | 1/32                 | 1/16             | Ćwierćfinał      | Półfinał         | Repasaże         | Finał / 3. miejsce | Finał / 3. miejsce | Źródła |
| Zawodnik    | Konkurencja  | Przeciwnik Wynik     | Przeciwnik Wynik | Przeciwnik Wynik | Przeciwnik Wynik | Przeciwnik Wynik | Przeciwnik Wynik   | Przeciwnik Wynik   | Źródła |
| ----------- | ------------ | -------------------- | ---------------- | ---------------- | ---------------- | ---------------- | ------------------ | ------------------ | ------ |
| Erika Lasso | do 48 kg (k) | Lin Chen-hao P 00-10 | NQ               | NQ               | NQ               | NQ               | NQ                 | =17.               | [ 17 ] |

### Kajakarstwo

#### Kajakarstwo klasyczne
| Zawodnik      | Konkurencja   | Eliminacje | Eliminacje | Ćwierćfinały | Ćwierćfinały | Półfinały | Półfinały | Finał A/B | Finał A/B | Pozycja | Źródło |
| Zawodnik      | Konkurencja   | Czas       | Pozycja    | Czas         | Pozycja      | Czas      | Pozycja   | Czas      | Pozycja   | Pozycja | Źródło |
| ------------- | ------------- | ---------- | ---------- | ------------ | ------------ | --------- | --------- | --------- | --------- | ------- | ------ |
| Manuela Gómez | C-1 200 m (k) | 49,87      | 6.Q        | 49,54        | 4.           | NQ        | NQ        | NQ        | NQ        | 26.     | [ 18 ] |

### Kolarstwo

#### Kolarstwo szosowe
| Zawodnik          | Konkurencja                    | Czas    | Pozycja | Źródło |
| ----------------- | ------------------------------ | ------- | ------- | ------ |
| Santiago Buitrago | wyścig ze startu wspólnego (m) | 6:21,49 | 19.     | [ 19 ] |
| Daniel Martínez   | wyścig ze startu wspólnego (m) | 6:21,54 | 25.     | [ 19 ] |
| Paula Patiño      | wyścig ze startu wspólnego (k) | 4:07,16 | 50.     | [ 20 ] |

#### Kolarstwo torowe
Sprint
| Zawodnik         | Konkurencja | Kwalifikacje         | Kwalifikacje | Runda 1                         | Repasaż 1                               | Runda 2                         | Repasaż 2                       | Runda 3                         | Repasaż 3                                   | Ćwierćfinały                    | Półfinały                       | Finał / 3. miejsce                      | Finał / 3. miejsce | Źródło        |
| Zawodnik         | Konkurencja | Czas Prędkość (km/h) | Poz.         | Przeciwnik Czas Prędkość (km/h) | Przeciwnik Czas Prędkość (km/h)         | Przeciwnik Czas Prędkość (km/h) | Przeciwnik Czas Prędkość (km/h) | Przeciwnik Czas Prędkość (km/h) | Przeciwnik Czas Prędkość (km/h)             | Przeciwnik Czas Prędkość (km/h) | Przeciwnik Czas Prędkość (km/h) | Przeciwnik Czas Prędkość (km/h)         | Poz.               | Źródło        |
| ---------------- | ----------- | -------------------- | ------------ | ------------------------------- | --------------------------------------- | ------------------------------- | ------------------------------- | ------------------------------- | ------------------------------------------- | ------------------------------- | ------------------------------- | --------------------------------------- | ------------------ | ------------- |
| Cristian Ortega  | sprint (m)  | 9,426 76,384         | 12.Q         | Rayan Helal W 9,943 72,413      | BYE                                     | Jack Carlin P 9,831 73,238      | Yuta Obara P 9,835 73,208       | NQ                              | NQ                                          | NQ                              | NQ                              | NQ                                      | 13.                | [ 21 ] [ 22 ] |
| Kevin Quintero   | sprint (m)  | 9,669 74,465         | 25.          | NQ                              | NQ                                      | NQ                              | NQ                              | NQ                              | NQ                                          | NQ                              | NQ                              | NQ                                      | 25.                | [ 21 ] [ 22 ] |
| Martha Bayona    | sprint (k)  | 10,411 69,158        | 13.Q         | Lauriane Genest W 10,932 65,862 | BYE                                     | Mathilde Gros P 10,788 66,741   | Daniela Gaxiola W 11,081 64,976 | Lea Friedrich P 10,716 67,189   | Mathilde Gros Shaane Fulton W 10,871 66,231 | Emma Finucane P 0-2             | —                               | Capewell Hinze Mitchell P 10,780 66,790 | 7.                 | [ 23 ]        |
| Stefany Cuadrado | sprint (k)  | 10,508 68,519        | 15.Q         | Kelsey Mitchell P 10,850 66,359 | Kouamé Marlena Karwacka P 11,211 64,223 | NQ                              | NQ                              | NQ                              | NQ                                          | NQ                              | NQ                              | NQ                                      | 17.                | [ 24 ]        |

Omnium
| Zawodnik         | Konkurencja | Scratch | Scratch | Wyścig tempowy | Wyścig tempowy | Wyścig eliminacyjny | Wyścig eliminacyjny | Wyścig punktowy | Wyścig punktowy | Wyścig punktowy | Suma punktów | Pozycja | Źródło |
| Zawodnik         | Konkurencja | Miejsce | Punkty  | Miejsce        | Punkty         | Miejsce             | Punkty              | Sprint          | Okrążenia       | Miejsce         | Suma punktów | Pozycja | Źródło |
| ---------------- | ----------- | ------- | ------- | -------------- | -------------- | ------------------- | ------------------- | --------------- | --------------- | --------------- | ------------ | ------- | ------ |
| Fernando Gaviria | mężczyźni   | 20.     | 2       | 14.            | 14             | 8.                  | 26                  | 16              | 0               | 17.             | 42           | 17.     | [ 25 ] |

Keirin
| Zawodnik         | Konkurencja | Eliminacje | Repasaże | Ćwierćfinały | Półfinały | Finał   | Źródło        |
| Zawodnik         | Konkurencja | Miejsce    | Miejsce  | Miejsce      | Miejsce   | Miejsce | Źródło        |
| ---------------- | ----------- | ---------- | -------- | ------------ | --------- | ------- | ------------- |
| Martha Bayona    | kobiety     | 6.R        | 4.       | NQ           | NQ        | NQ      | [ 26 ] [ 27 ] |
| Stefany Cuadrado | kobiety     | 5.R        | 4.       | NQ           | NQ        | NQ      | [ 26 ] [ 27 ] |
| Cristian Ortega  | mężczyźni   | 3.R        | 2.Q      | 3.SF         | 4.FB      | 7.      | [ 28 ] [ 29 ] |
| Kevin Quintero   | mężczyźni   | 2.Q        | BYE      | 6.           | BYE       | =16.    | [ 28 ] [ 29 ] |

#### Kolarstwo górskie
| Zawodnik    | Konkurencja       | Czas/Okrążenia | Pozycja | Źródło |
| ----------- | ----------------- | -------------- | ------- | ------ |
| Diego Arias | cross-country (m) | 1:35,13        | 31.     | [ 30 ] |

#### Wyścig
| Zawodnik       | Konkurencja | Ćwiercinal | Ćwiercinal | Repasaż | Repasaż | Półfinal | Półfinal | Finał  | Finał   | Źródło |
| Zawodnik       | Konkurencja | Punkty     | Pozycja    | Wynik   | Pozycja | Punkty   | Pozycja  | Wynik  | Pozycja | Źródło |
| -------------- | ----------- | ---------- | ---------- | ------- | ------- | -------- | -------- | ------ | ------- | ------ |
| Diego Arboleda | BMX (m)     | 13         | 11.Q       | BYE     | BYE     | 18       | 12.      | NQ     | NQ      | [ 31 ] |
| Mateo Carmona  | BMX (m)     | 11         | 9.Q        | BYE     | BYE     | 10       | 6.Q      | 33,166 | 6.      | [ 31 ] |
| Carlos Ramírez | BMX (m)     | 16         | 16.q       | DNF     | 8.      | —        | —        | —      | —       | [ 31 ] |
| Gabriela Bolle | BMX (k)     | 16         | 13.q       | 37,373  | 3.Q     | 19       | 14.      | NQ     | NQ      | [ 32 ] |
| Mariana Pajón  | BMX (k)     | 16         | 14.q       | 36,015  | 1.Q     | 15       | 9.       | NQ     | NQ      | [ 32 ] |

#### Freestyle
| Zawodnik             | Konkurencja       | Kwalifikacje | Kwalifikacje | Kwalifikacje | Kwalifikacje | Finał      | Finał      | Finał   | Źródło |
| Zawodnik             | Konkurencja       | Przejazd 1   | Przejazd 2   | Średnia      | Pozycja      | Przejazd 1 | Przejazd 2 | Pozycja | Źródło |
| -------------------- | ----------------- | ------------ | ------------ | ------------ | ------------ | ---------- | ---------- | ------- | ------ |
| Queen Saray Villegas | freestyle BMX (k) | 81,60        | 87,25        | 84,42        | 6.Q          | 64,80      | 88,00      | 4.      | [ 33 ] |

### Lekkoatletyka

#### Konkurencje biegowe
| Zawodnik                     | Konkurencja                                   | Kwalifikacje | Kwalifikacje | I Runda | I Runda | Repasaże | Repasaże | Półfinał | Półfinał | Finał   | Finał   | Źródło |
| Zawodnik                     | Konkurencja                                   | Wynik        | Miejsce      | Wynik   | Miejsce | Wynik    | Miejsce  | Wynik    | Miejsce  | Wynik   | Miejsce | Źródło |
| ---------------------------- | --------------------------------------------- | ------------ | ------------ | ------- | ------- | -------- | -------- | -------- | -------- | ------- | ------- | ------ |
| Ronal Longa                  | bieg na 100 m (m)                             | BYE          | BYE          | 10,29   | 7.      | —        | —        | NQ       | NQ       | NQ      | NQ      |        |
| Jhonny Rentería              | bieg na 100 m (m)                             | BYE          | BYE          | 10,38   | 8.      | —        | —        | NQ       | NQ       | NQ      | NQ      |        |
| Anthony Zambrano             | bieg na 400 m (m)                             | —            | —            | 45,49   | 7.R     | DNS      | DNS      | NQ       | NQ       | NQ      | NQ      | [ 34 ] |
| Evelis Aguilar               | bieg na 400 m (k)                             | —            | —            | 53,36   | 7.R     | 52,86    | 7.       | NQ       | NQ       | NQ      | NQ      | [ 35 ] |
| Lina Licona                  | bieg na 400 m (k)                             | —            | —            | 51,85   | 6.R     | 51,90    | 4.       | NQ       | NQ       | NQ      | NQ      | [ 35 ] |
| Angie Orjuela                | maraton (k)                                   | —            | —            | —       | —       | —        | —        | —        | —        | 2:42,57 | 75.     | [ 36 ] |
| Sandra Arenas                | chód na 20 km (k)                             | —            | —            | —       | —       | —        | —        | —        | —        | 1:27,03 | 4.      | [ 37 ] |
| César Herrera Laura Chalarca | sztafeta mieszana chodu na dystansie maratonu | —            | —            | —       | —       | —        | —        | —        | —        | 3:03,56 | 19.     | [ 38 ] |
| Mateo Romero Sandra Arenas   | sztafeta mieszana chodu na dystansie maratonu | —            | —            | —       | —       | —        | —        | —        | —        | 2:57,54 | 12.     | [ 38 ] |

#### Konkurencje techniczne
| Zawodnik              | Konkurencja        | Kwalifikacje | Kwalifikacje | Finał | Finał   | Źródło        |
| Zawodnik              | Konkurencja        | Wynik        | Miejsce      | Wynik | Miejsce | Źródło        |
| --------------------- | ------------------ | ------------ | ------------ | ----- | ------- | ------------- |
| Arnovis Dalmero       | skok w dal (m)     | 7,92         | 10.q         | 7,83  | 11      | [ 39 ]        |
| Natalia Linares       | skok w dal (k)     | 6,40         | 22.          | NQ    | NQ      | [ 40 ]        |
| Geiner Moreno         | trójskok (m)       | 16,40        | 23.          | NQ    | NQ      | [ 41 ]        |
| Mauricio Ortega       | rzut dyskiem (m)   | 61,97        | 18.          | NQ    | NQ      | [ 42 ]        |
| María Lucelly Murillo | rzut oszczepem (k) | 60,38        | 16.          | NQ    | NQ      | [ 43 ] [ 44 ] |
| Flor Ruiz             | rzut oszczepem (k) | 64,40        | 3.Q          | 63,00 | 5.      | [ 43 ] [ 44 ] |
| Mayra Gaviria         | rzut młotem (k)    | NM           | NM           | NQ    | NQ      | [ 45 ]        |

Siedmiobój
| Zawodnik      | Konkurencja | 100 m | HJ   | SP    | 200 m | LJ   | JT    | 800 m   | Razem | Pozycja | Źródło |
| ------------- | ----------- | ----- | ---- | ----- | ----- | ---- | ----- | ------- | ----- | ------- | ------ |
| Martha Araújo | Rezultat    | 13,15 | 1,71 | 14,15 | 24,46 | 6,61 | 45,67 | 2:17,55 | 6386  | =7      | [ 46 ] |
| Martha Araújo | Punkty      | 1102  | 867  | 804   | 937   | 1043 | 776   | 857     | 6386  | =7      | [ 46 ] |

### Łucznictwo
| Zawodnik                                      | Konkurencja           | Runda rankingowa | Runda rankingowa | 1/32 finału           | 1/16 finału         | 1/8 finału        | Ćwierćfinały     | Półfinały        | Finał            | Źródło |
| Zawodnik                                      | Konkurencja           | Wynik            | Miejsce          | Przeciwnik Wynik      | Przeciwnik Wynik    | Przeciwnik Wynik  | Przeciwnik Wynik | Przeciwnik Wynik | Przeciwnik Wynik | Źródło |
| --------------------------------------------- | --------------------- | ---------------- | ---------------- | --------------------- | ------------------- | ----------------- | ---------------- | ---------------- | ---------------- | ------ |
| Ana Rendón                                    | indywidualnie (k)     | 649              | 36               | Lei Chien-ying P 1-7  | NQ                  | NQ                | NQ               | NQ               | NQ               | [ 47 ] |
| Santiago Arcila                               | indywidualnie (m)     | 673              | 15               | Pit Klein W 6-4       | Dan Olaru W 6-2     | Kim Je-deok P 4-6 | NQ               | NQ               | NQ               | [ 48 ] |
| Jorge Enríquez                                | indywidualnie (m)     | 655              | 43               | Zhangbyrbay W 7-3     | Matías Grande P 2-6 | NQ                | NQ               | NQ               | NQ               | [ 48 ] |
| Andrés Hernández                              | indywidualnie (m)     | 642              | 56               | Thomas Chirault P 1-7 | NQ                  | NQ                | NQ               | NQ               | NQ               | [ 48 ] |
| Santiago Arcila Jorge Enríquez Jorge Enríquez | turniej drużynowy (m) | 1970             | 11               | —                     | —                   | Turcja P 4-5      | NQ               | NQ               | NQ               | [ 49 ] |
| Ana Rendón Santiago Arcila                    | mikst                 | 1322             | 15.Q             | —                     | —                   | Niemcy P 4-5      | NQ               | NQ               | NQ               | [ 50 ] |

### Piłka nożna
| Zespół               | Konkurencja    | Rozgrywki grupowe | Rozgrywki grupowe | Rozgrywki grupowe | Rozgrywki grupowe | Ćwierćfinał        | Półfinał         | Finał/BM         | Pozycja | Źródło                      |
| Zespół               | Konkurencja    | Przeciwnik Wynik  | Przeciwnik Wynik  | Przeciwnik Wynik  | Pozycja           | Przeciwnik Wynik   | Przeciwnik Wynik | Przeciwnik Wynik | Pozycja | Źródło                      |
| -------------------- | -------------- | ----------------- | ----------------- | ----------------- | ----------------- | ------------------ | ---------------- | ---------------- | ------- | --------------------------- |
| reprezentacja kobiet | turniej kobiet | FRA P 2–3         | NZL W 2-0         | CAN P 0-1         | 3.Q               | CAN P 2-2 (k. 2:4) | —                | —                | 8       | [ 51 ] [ 52 ] [ 53 ] [ 54 ] |

### Podnoszenie ciężarów
| Zawodnik             | Konkurencja | Rwanie | Rwanie  | Podrzut | Podrzut | Razem  | Pozycja | Źródło |
| Zawodnik             | Konkurencja | Wynik  | Pozycja | Wynik   | Pozycja | Razem  | Pozycja | Źródło |
| -------------------- | ----------- | ------ | ------- | ------- | ------- | ------ | ------- | ------ |
| Yenny Álvarez        | - 59 kg (k) | 105 kg | 3.      | 132 kg  | —       | —      | DNF     | [ 55 ] |
| Mari Sánchez         | - 71 kg (k) | 112 kg | 4.      | 145 kg  | 2.      | 257 kg | srebro  | [ 56 ] |
| Luis Javier Mosquera | - 73 kg (m) | 155 kg | 3.      | 185 kg  | 7.      | 340 kg | 5.      | [ 57 ] |
| Yeison López         | - 89 kg (m) | 180 kg | 2.      | 210 kg  | 3.      | 390 kg | srebro  | [ 58 ] |

### Pływanie
| Zawodnik       | Konkurencja                  | Eliminacje | Eliminacje | Półfinał | Półfinał | Finał | Finał | Źródło |
| Zawodnik       | Konkurencja                  | Czas       | Poz.       | Czas     | Poz.     | Czas  | Poz.  | Źródło |
| -------------- | ---------------------------- | ---------- | ---------- | -------- | -------- | ----- | ----- | ------ |
| Anthony Rincón | 100 m stylem grzbietowym (m) | 55,42      | 37.        | NQ       | NQ       | NQ    | NQ    | [ 59 ] |
| Stefanía Gómez | 100 m stylem klasycznym (k)  | 1:09,16    | 29.        | NQ       | NQ       | NQ    | NQ    | [ 60 ] |

### Skateboarding
| Zawodnik            | Konkurencja | Kwalifikacje | Kwalifikacje | Finał  | Finał   | Źródło |
| Zawodnik            | Konkurencja | Punkty       | Pozycja      | Punkty | Pozycja | Źródło |
| ------------------- | ----------- | ------------ | ------------ | ------ | ------- | ------ |
| Jhancarlos González | street (m)  | 48,09        | 22.          | NQ     | NQ      | [ 61 ] |

### Skoki do wody
| Zawodnik          | Konkurencja                  | Eliminacje | Eliminacje | Półfinał | Półfinał | Finał  | Finał   | Źródło |
| Zawodnik          | Konkurencja                  | Wynik      | Pozycja    | Wynik    | Pozycja  | Wynik  | Pozycja | Źródło |
| ----------------- | ---------------------------- | ---------- | ---------- | -------- | -------- | ------ | ------- | ------ |
| Daniel Restrepo   | trampolina 3 m (m)           | 361,10     | 20.        | NQ       | NQ       | NQ     | NQ      | [ 62 ] |
| Luis Uribe        | trampolina 3 m (m)           | 375,90     | 17.Q       | 423,80   | 10.Q     | 421,85 | 6.      | [ 62 ] |
| Alejandro Solarte | wieża 10 m indywidualnie (m) | 363,10     | 20.        | NQ       | NQ       | NQ     | NQ      |        |

### Szermierka
| Zawodnik              | Konkurencja              | 1/32 finału             | 1/16 finału      | Ćwierćfinały     | Półfinał         | Finał            | Pozycja | Źródło |
| Zawodnik              | Konkurencja              | Przeciwnik Wynik        | Przeciwnik Wynik | Przeciwnik Wynik | Przeciwnik Wynik | Przeciwnik Wynik | Pozycja | Źródło |
| --------------------- | ------------------------ | ----------------------- | ---------------- | ---------------- | ---------------- | ---------------- | ------- | ------ |
| Jhon Édison Rodríguez | szpada indywidualnie (m) | Mohamed El-Sayed P 7-15 | NQ               | NQ               | NQ               | NQ               | NQ      | [ 63 ] |

### Tenis ziemny
| Zawodnik      | Konkurencja | Eliminacje                 | 1/32 finału                      | 1/16 finału                    | Ćwierćfinały     | Półfinały        | Finał/Mecz o 3. miejsce | Pozycja | Źródło |
| Zawodnik      | Konkurencja | Przeciwnik Wynik           | Przeciwnik Wynik                 | Przeciwnik Wynik               | Przeciwnik Wynik | Przeciwnik Wynik | Przeciwnik Wynik        | Pozycja | Źródło |
| ------------- | ----------- | -------------------------- | -------------------------------- | ------------------------------ | ---------------- | ---------------- | ----------------------- | ------- | ------ |
| Camila Osorio | singel (k)  | Jeļena Ostapenko W 6-4 6-3 | Dajana Jastremśka W 7-6(7–4) 6-4 | Danielle Collins P 0-6 6-4 3-6 | NQ               | NQ               | NQ                      | =9      | [ 64 ] |

### Triathlon

#### Indywidualnie
| Zawodnik           | Konkurencja | Pływanie | Zmiana 1 | Jazda na rowerze | Zmiana 2 | Bieg  | Czas    | Pozycja | Źródło |
| ------------------ | ----------- | -------- | -------- | ---------------- | -------- | ----- | ------- | ------- | ------ |
| Carolina Velásquez | kobiety     | 24,38    | 0,56     | 1:00,41          | 0,32     | 35,26 | 2:02,13 | 37.     | [ 65 ] |

### Zapasy
| Zawodnik         | Konkurencja               | 1/8 finału               | Ćwierćfinał                     | Półfinał             | Repasaż                     | Finał/ Pojedynek o 3. miejsce | Finał/ Pojedynek o 3. miejsce | Źródło |
| Zawodnik         | Konkurencja               | Przeciwnik Wynik         | Przeciwnik Wynik                | Przeciwnik Wynik     | Przeciwnik Wynik            | Przeciwnik Wynik              | Pozycja                       | Źródło |
| ---------------- | ------------------------- | ------------------------ | ------------------------------- | -------------------- | --------------------------- | ----------------------------- | ----------------------------- | ------ |
| Alisson Cardozo  | -50 kg (k)                | Gabija Dilytė P 0-6 VT   | NQ                              | NQ                   | NQ                          | NQ                            | 12.                           | [ 66 ] |
| Tatiana Rentería | -76 kg (k)                | Zaineb Sghaier W 8-4 PP  | Ench-Amaryn Dawaanasan W 6-3 PP | Yuka Kagami P 2-4 PP | BYE                         | Génesis Reasco W 2-1 PP       | brąz                          | [ 67 ] |
| Jair Cuero       | -77 kg styl klasyczny (m) | Demeu Zhadrayev P 0-9 ST | NQ                              | NQ                   | Akzhol Makhmudov P 0-9 ST   | NQ                            | 15.                           | [ 68 ] |
| Carlos Muñoz     | -87 kg styl klasyczny (m) | Alireza Mohmadi P 0-9 ST | NQ                              | NQ                   | Arkadiusz Kułynycz P 1-3 PP | NQ                            | 15.                           |        |

### Żeglarstwo
Konkurencje eliminacyjne
| Zawodnik       | Konkurencja | Wyścig | Wyścig | Wyścig | Wyścig | Wyścig | Wyścig | Wyścig | Wyścig    | Wyścig    | Wyścig    | Wyścig    | Wyścig    | Wyścig    | Wyścig    | Wyścig    | Wyścig    | Wyścig | Wyścig | Wyścig | Wyścig | Wyścig | Wyścig | Wyścig | Wyścig | Wyścig | Wyścig | Wyścig | Wyścig | Wyścig | Wyścig | Pozycja | Źródło |
| Zawodnik       | Konkurencja | 1      | 2      | 3      | 4      | 5      | 6      | 7      | 8         | 9         | 10        | 11        | 12        | 13        | 14        | 15        | 16        | Razem  | Punkty | SF1    | SF2    | SF3    | SF4    | SF5    | SF6    | F1     | F2     | F3     | F4     | F5     | F6     | Pozycja | Źródło |
| -------------- | ----------- | ------ | ------ | ------ | ------ | ------ | ------ | ------ | --------- | --------- | --------- | --------- | --------- | --------- | --------- | --------- | --------- | ------ | ------ | ------ | ------ | ------ | ------ | ------ | ------ | ------ | ------ | ------ | ------ | ------ | ------ | ------- | ------ |
| Victor Bolaños | Kite (m)    | 18     | 20     | 17     | 18     | 18     | 12     | 15     | Anulowane | Anulowane | Anulowane | Anulowane | Anulowane | Anulowane | Anulowane | Anulowane | Anulowane | 118    | 80     | NQ     | NQ     | NQ     | NQ     | NQ     | NQ     | NQ     | NQ     | NQ     | NQ     | NQ     | NQ     | 20.     | [ 69 ] |